# Aviación Naval Brasileña
La Aviación Naval Brasileña (en portugués: Aviação Naval Brasileira; AvN) es el arma aérea de la Armada Brasileña desde 1916.

## Aeronaves
A fecha de 2012, la Aviación Naval Brasileña opera alrededor de 81 aeronaves.
| Aeronave               | Imagen                | Origen                | Tipo                      | Versiones              | En servicio           | Notas                                                                                               |
| Aeronaves de ala fija  | Aeronaves de ala fija | Aeronaves de ala fija | Aeronaves de ala fija     | Aeronaves de ala fija  | Aeronaves de ala fija | Aeronaves de ala fija                                                                               |
| ---------------------- | --------------------- | --------------------- | ------------------------- | ---------------------- | --------------------- | --------------------------------------------------------------------------------------------------- |
| C-1A Trader            |                       | Estados Unidos        | Reabastecimiento en vuelo | KC-2                   | 0                     | 4 C-1A están siendo actualizados a la versión KC-2, con entrega prevista a partir de abril de 2014. |
| A-4 Skyhawk            |                       | Estados Unidos        | Caza                      | AF-1AF-1A              | 113                   | 12 en proceso de modernización. Retirada prevista para 2025.                                        |
| Helicópteros           |                       |                       |                           |                        |                       | |
| Super Lynx             |                       | Reino Unido           | Helicóptero utilitario    | AH-11A                 | 12                    | |
| SH-3 Sea King          |                       | Estados Unidos        | Helicóptero utilitario    | SH-3ASH-3B             | 43                    | Siendo reemplazados con S-70.                                                                       |
| Sikorsky S-70B Seahawk |                       | Estados Unidos        | Helicóptero utilitario    | MH-16                  | 2                     | 4 más en proceso de entrega                                                                         |
| Eurocopter Ecureuil    |                       | Brasil · Francia      | Helicóptero utilitario    | AS355 UH-13AS350 UH-12 | 812                   | |
| AS332 Super Puma       |                       | Brasil · Francia      | Helicóptero utilitario    | UH-14                  | 5                     | |
| AS532 Cougar           |                       | Brasil · Francia      | Helicóptero utilitario    | UH-14                  | 2                     | |
| EC 725 Cougar          |                       | Brasil · Francia      | Helicóptero utilitario    | UH-15                  | 15                    | |
| Bell 206               |                       | Estados Unidos        | Helicóptero utilitario    | TH-6BBell 206          | 162                   | |